# Maciej Baranowski

Herb Jastrzębiec

Maciej Baranowski herbu Jastrzębiec (zm. 1607) – kasztelan biechowski.

## Rodzina
Rodzina Baranowskich herbu Jastrzębiec pochodziła z Baranowa, w powiecie kruszwickim. Maciej Baranowski urodził się jako syn Mikołaja i Zofii Gwiazdowskiej. Miał dwóch braci: Andrzeja (zm. 1627), kasztelana ciechanowskiego i Wojciecha (zm. 1615), arcybiskupa gnieźnieńskiego. Ożenił się z Katarzyną Wojnowską. Z małżeństwa urodziło się trzech synów: Maciej, Albrycht, kasztelan kamieński i Jan, kasztelan małogoski i wojewoda sieradzki.

## Pełnione urzędy
W latach 1589–1600 pełnił urząd podkomorzego kaliskiego. Dnia 22 sierpnia 1600 roku otrzymał nominację na kasztelana biechowskiego. Urząd kasztelana biechowskiego piastował 4 lata do 1604 roku.